# Lucjan Słowakiewicz
Lucjan Słowakiewicz (ur. 12 października 1936 r. w Borysławiu, zm. 1 marca 2011 w Krakowie) – polski bokser i trener.
Dwukrotnie, w latach 1965 i 1967 był mistrzem Polski seniorów w wadze średniej, czterokrotnie wicemistrzem (1960, 1963, 1964, 1966). W 1965 na mistrzostwach Europy w Berlinie zdobył brązowy medal. Był też 11 razy mistrzem Krakowa.
Występował w następujących klubach: Bielawianka Bielawa (1953-54), Start Bielawa (1954-56), Śląsk Wrocław (1956-58) i Hutnik Nowa Huta (1958-1971). Z Hutnikiem zdobywał w sezonach 1963/64 i 1966/67 złoty medal klubowych Mistrzostw Polski.
Stoczył w swojej karierze 382 walki, z bilansem 322 zwycięstw, 52 porażek, 8 remisów. Następnie pracował jako trener.